# 吉安话
赣語吉安片，或称之为吉茶片。主要分布在赣江中下游地区。包括吉州区、青原区、吉安县、吉水县、峡江县、泰和县、永丰县、万安县、遂川县、安福县、永新县、莲花县、井冈山市以及湖南省的攸县、茶陵县和炎陵县等16个县市。

## 主要特点
本片最突出的特点是语音系统简化，大多今无入声；江西境内县市所在地，今读去声，调型调值有其共性，只有一个调类的，调值都比较低，有两个调类的都是阳去高、阴去低。

## 分片
本片可分为吉安、永新两小片。
- 吉安小片包括吉州、青原、吉安县、吉水、峡江、泰和、万安和永丰。该小片的共同特点是县市所在地除永丰、万安外都是四个调类，无入声（万安例外），古清去同古浊平今合二为一。
- 永新小片包括遂川、安福、永新、莲花、井冈山市以及湖南省的攸县、茶陵、炎陵县。共同特点是古浊平、古清去今不合二为一（宁冈例外），古清去和古浊去今合为一个调类（宁冈、茶陵、酃县例外）。永新泥来不混，[n l]为不同音位。江西境内其余各县市泥来洪音相混，除莲花有[l]无[n]外，其余都[n l]是自由变读。